# ゲルハルト・ヴェッセル
ゲルハルト・ヴェッセル（Gerhard Wessel, 1913年12月24日–2002年7月28日）は、ドイツの軍人、官僚。1968年5月1日から1978年12月31日まで、西ドイツのBND（連邦情報庁）長官を務めた。

## 経歴

### ドイツ国防軍
ノイミュンスターに牧師の子として生まれる。1932年に陸軍に入り、士官候補生として第5砲兵連隊に配属される。1933年から1934年まで、歩兵学校および砲兵学校に学ぶ。1935年10月に第41砲兵連隊に配属され、中尉に昇進し同連隊や第697砲兵連隊の副官を務める。
第二次世界大戦が勃発すると、第68歩兵師団参謀に転じた。1941年3月までベルリンの陸軍大学で学んだ後、第I軍団参謀となる。少佐時代の1943年1月にラインハルト・ゲーレン率いる陸軍総司令部東方外国軍課に配属され、赤軍の動向を探る第I班長に就任した。1944年1月に中佐に昇進。1945年3月にゲーレンが更迭されると、4月からドイツが降伏した5月まで、東方外国軍課長を代行した。ゲーレンはヴェッセルを代行に任命したことは無かったが、それは同僚のハインツ・ヘレ（de:Heinz Herre）中佐の方が階級序列上も、またソ連軍に関する経験も勝っていたためであるといわれる。

### BND
終戦後、アメリカ軍占領地域でゲーレンが設立した、ドイツ軍の元軍人からなるアメリカ合衆国のための情報機関（いわゆる「ゲーレン機関」）に勧誘され、参加した。ゲーレン機関では第II部（分析部）部長を務め、1952年10月に西ドイツが再軍備のために設立したブランク機関（西ドイツ国防省の前身）に転じた。1955年、西ドイツが再軍備しドイツ連邦軍が設立されると、ヴェッセルは大佐として採用された。1956年1月から1957年7月まで、新設の軍事保安局（MAD）初代局長を務めた。ついで1962年12月までドイツ連邦軍参謀本部第II課（情報担当）課長を務める。1963年8月に少将に昇進。1963年12月までブラウンシュヴァイクの第2装甲旅団長を務めた後、北大西洋条約機構軍事委員会ドイツ代表を務めた。
1968年5月、ゲーレンの跡を継ぎ第二代BND長官に就任した。公の眼からBNDの活動を隠そうとした前任者ゲーレンとは対照的に、ヴェッセルはBNDを開かれたものにしようと努めた。そのためにBNDの活動を本務である情報活動に集中させる計画を立案した。1973年に発覚したギヨーム事件の際は、事前にギュンター・ギヨームの連邦首相府への採用に反対していたため、批判を受けなかった。しかしゲーレンが国内の政治家について記録した秘密報告書が、ゲーレンによる廃棄指令にもかかわらずギヨーム事件の捜査中に暴露され問題化した。
1978年末に定年のため職を離れ、後任にクラウス・キンケルが就任した。BNDの所在地であるバイエルン州プラッハで死去。